# Cristal piezoelétrico
O cristal piezoelétrico é um cristal que, quando submetido a uma pressão, gera um campo elétrico (em um eixo transversal àquele onde foi aplicado a pressão) que pode ser coletado como tensão elétrica.
Esse é bastante utilizado em circuitos eletrônicos para se gerar o clock de Trigger em certos componentes síncronos do circuito, como contadores, registradores e etc. Os cristais mais utilizados são os de quartzo, embora cristais sintetizados estejam se tornando cada vez mais populares. O cristal piezoelétrico é utilizado por exemplo, para fazer os relógios de pulso, em que é necessário obter uma alta precisão (até milionésimos de segundo) para exibir as horas, minutos e segundos. Também conhecido por estudantes de Engenharia Eletrônica pelo termo técnico XTAL.